# Thallosz (történetíró)
Thallosz (1. század) ókori görög történetíró.
Valószínűleg Samariából származott a Kr. u. 1. századból. Történelmi művéből csak töredékek maradtak fenn. Művét ismerte és használta Julius Africanus, Eusebius, Theophilius, Lactantius, Geórgiosz Szünkellosz, Tertullianus és Minucius Felix. Egy kései örmény nyelvű feljegyzésből tudjuk, hogy Thallosz egyik munkája a trójai háború és a 167-ik Olimpiád [Kr. e. 112] közötti időszakot öleli föl.